# NGC 2414
NGC 2414 (другое обозначение — OCL 598) — рассеянное скопление в созвездии Корма.
Этот объект входит в число перечисленных в оригинальной редакции «Нового общего каталога».
В скоплении имеются 20 звёзд, показывающих избыток инфракрасного излучения, что может говорить о наличии у них аккреционных дисков.